# Fishing Lake 89A
Fishing Lake 89A är ett reservat i Kanada.   Det ligger i provinsen Saskatchewan, i den sydöstra delen av landet, 2 200 km väster om huvudstaden Ottawa.
Trakten runt Fishing Lake 89A består till största delen av jordbruksmark. Trakten runt Fishing Lake 89A är nära nog obefolkad, med mindre än två invånare per kvadratkilometer.